# Raj (obraz Michaela Willmanna)
Raj – wielkoformatowy obraz Michaela Willmanna z ok. 1670 r. pochodzący z klasztoru Cystersów w Lubiążu, obecnie w zbiorach Muzeum Narodowego we Wrocławiu.
Obraz powstał jako malarskie i ikonograficzne dopełnienie przedstawienia Sześciu dni stworzenia. Świadczy o tym tematyka obu dzieł, podobna stylistyka oraz identyczne wzorce kompozycyjne. Jeszcze pod koniec XVIII w. oba płótna wisiały obok siebie w tym samym pomieszczeniu. Jako fundatora obu obrazów wymienia się lubiąskiego opata Arnolda Freibergera.
W symultanicznej kompozycji ukazano cztery kolejne sekwencje historii biblijnej z udziałem Adama i Ewy. Po lewej stronie Bóg błogosławi i jednocześnie przestrzega pierwszych rodziców. Druga, słabo czytelna scena między krzewami po lewej stronie, przedstawia Adama i Ewę z dziećmi odpoczywającymi na rajskiej łące. Pośrodku, w głębi obrazu, ukazana jest scena złamania boskiego zakazu pod drzewem wiadomości dobrego i złego. Ich występek obrazuje para rączych koni, będących symbolem ludzkiej zmysłowości. Grzech pierwszych rodziców symbolizują cytryny, kwaśne i cierpkie owoce. Dzieło Odkupienia zapowiadają pędy owocującej winorośli. Po prawej stronie para grzeszników opuszcza ogród. Wygnańcom z raju towarzyszy wół z pochyloną głową – symbol czekających ich trudów i cierpień – oraz kościotrup z klepsydrą – wyznaczający kres ich życia. Drogę powrotu odcina anioł z ognistym mieczem. Scenom towarzyszą liczne zwierzęta domowe i ptactwo. Przesłanie obrazu ma charakter paraboli będącej ostrzeżeniem przed grzechem nieposłuszeństwa i pychy.
W XVIII w. obraz poddano konserwacji powiększając płótno u dołu (ok. 6 cm) i u góry (ok. 25 cm) oraz dodając dwa fragmenty z innego płótna (przedstawienia lwicy i jelenia).